# Jutta von Hessen
Jutta von Hessen (* 1289; † 1317) war eine landgräfliche Prinzessin und durch Heirat Herzogin von Braunschweig-Lüneburg und Göttingen.

## Leben
Jutta war die jüngste Tochter des Heinrich I. von Hessen, erster hessischer Landgraf und Begründer des hessischen Fürstenhauses. Ihre Mutter war Mechthild von Kleve, Tochter des Dietrich von Kleve und der Aleidis von Heinsberg.
1311 wurde sie mit dem Herzog Otto von Braunschweig-Göttingen vermählt.
Aus der Ehe ging die Tochter Agnes (1317–1371) hervor.
Jutta fand im Braunschweiger Dom ihre letzte Ruhestätte. Ein Grab ist nicht vorhanden.
1329 stattete der Witwer Otto in Göttingen einen Altar aus, an dem auch Messen für die verstorbene Jutta gehalten werden sollten.